# Rudolf Graf Strachwitz
Rudolf Alfred Emanuel Maria Graf Strachwitz (* 3. Januar 1896 in Groß-Reichenau, Niederschlesien; † 13. August 1969 in Berchtesgaden) war ein deutscher Volkswirt und Diplomat.

## Familie
Rudolf ist der Sohn von Arthur Graf  Strachwitz (1846–1919) und dessen zweiter Frau Emma Freiin von Landsberg-Velen (1868–1940), der Tochter von Ignatz von Landsberg-Velen und Steinfurt (1830–1915).
Er heiratete am 27. März 1943 Barbara Greene (aus engl. Gentry) (1907–1991). Das Paar hatte zwei Kinder:
- Rupert (* 1947)
- Helen (Ilona) (* 1951)

## Leben
Nach dem Besuch des Gymnasiums in Sagan trat er während des Ersten Weltkrieges seinen Militärdienst an und war Offizier in einer Einheit der Ulanen. Nach dem Ende des Krieges studierte er Volkswirtschaftslehre an der Universität Breslau, der Ludwig-Maximilians-Universität München sowie der Albert-Ludwigs-Universität Freiburg. Nach der Promotion zum Dr. rer. pol. war er von 1921 bis 1925 in Banken sowie der Industrie tätig.
1925 trat er als Attaché in den Diplomatischen Dienst ein und fand in der Zeit bis 1944 Verwendungen im Auswärtigen Amt sowie an den Auslandsvertretungen in Kōbe, Tokio, Peking, Kanton, Washington, D.C., Paris, Budapest und Barcelona. Am 1. Dezember 1936 trat er in die  NSDAP ein.
Von 1942 bis 1944 war er an das Reichsministerium für die besetzten Ostgebiete abgeordnet.
Von März 1944 bis April 1945 war er Soldat im  Zweiten Weltkrieg.  1948 nahm er  einen Ruf als Professor für Wirtschaftspolitik und Verwaltungswissenschaften an der Universität Mendoza (Argentinien) an.
Nach seiner Rückkehr in die Bundesrepublik Deutschland trat er 1951 wieder in den Diplomatischen Dienst ein und war zunächst Botschaftsrat an der Botschaft in Italien. Im Anschluss wurde er 1956 als Vortragender Legationsrat Leiter des Referates für China im Auswärtigen Amt.
Mitte März 1957 wurde er schließlich als Nachfolger von Wolfgang Jaenicke zum Botschafter beim Heiligen Stuhl ernannt und bekleidete diesen Posten bis zu seinem Eintritt in den Ruhestand 1961. Nachfolger in diesem Amt wurde Hilger van Scherpenberg.

## Ehrungen
- 1957: Großkreuz des Päpstlichen Piusordens[2]